# Jacques Vilet
 (janvier 2022).
Il peut être nécessaire de l'améliorer pour respecter le principe de neutralité de point de vue. Veuillez consulter la page de discussion pour plus de détails.

Jaques Vilet est un photographe belge né à Tournai le 20 mars 1940.
Il vit aujourd'hui à Bruxelles[réf. nécessaire].

## Biographie
Jacques Vilet a suivi des études d'ingénieur commercial à l’école de  Commerce Solvay. Il a commencé sa carrière professionnelle dans une société d’enquêtes par sondage à Bruxelles.
En 1969, Jacques Vilet décide de devenir professeur de mathématique à mi-temps et pratiquer la photographie artistique.
Tout en travaillant comme professeur de mathématique, Jacques Vilet commence à enseigner la photographie. Il fonde, avec d'autres, un atelier de photographie aux Ateliers de la rue Voot . Il y enseigne l'histoire, la technique et la perception de la photographie. Plus tard, de 1981 à 2003, il devient professeur à l'ERG. Il a été invité à expliquer la technique du Zone system d'Ansel Adams dans diverses écoles belges de photographie, notamment à La Cambre, à St Luc (Liège), ainsi que, plusieurs années consécutives, à l'École nationale supérieure de la photographie d'Arles.
Jacques Vilet est autodidacte en photographie. Il a souvent fréquenté Jean-Claude Lemagny à la Bibliothèque nationale de France (Paris).

## Œuvre
Jacques Vilet travaille généralement à la chambre, le plus souvent en noir et blanc et avec la technique du zone system. Son travail pourrait paraître austère ou descriptif, mais cette technique se met au service de sa sensibilité d'artiste.
Pour Jacques Vilet, la photographie est une image de sa rencontre avec le monde à laquelle il invite le spectateur ,.
« Souvent, une photo me révèle ce que je n’avais pas vu de mes yeux. » .

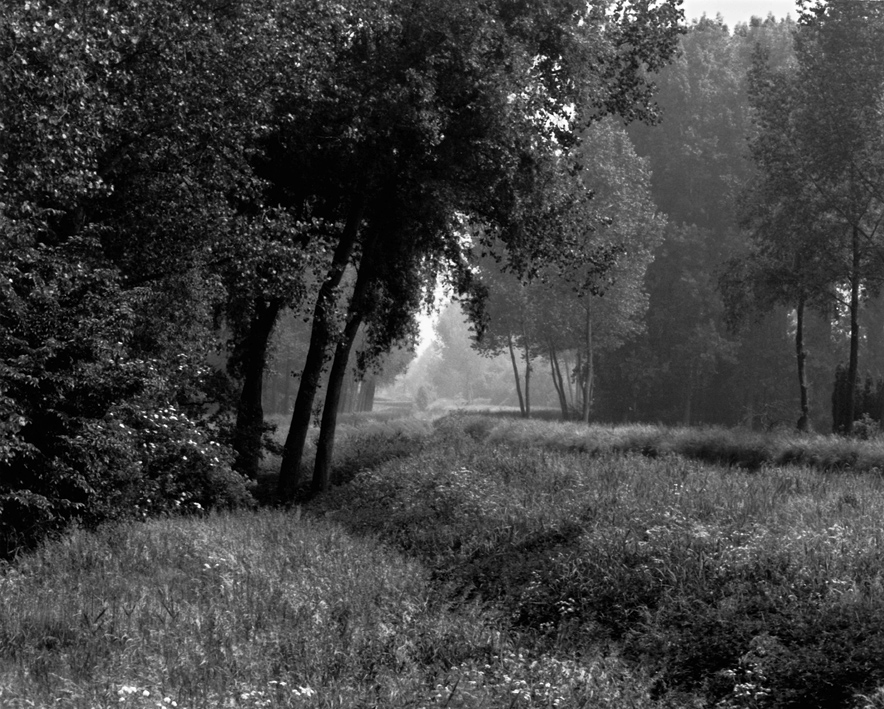
1992, Traversées.
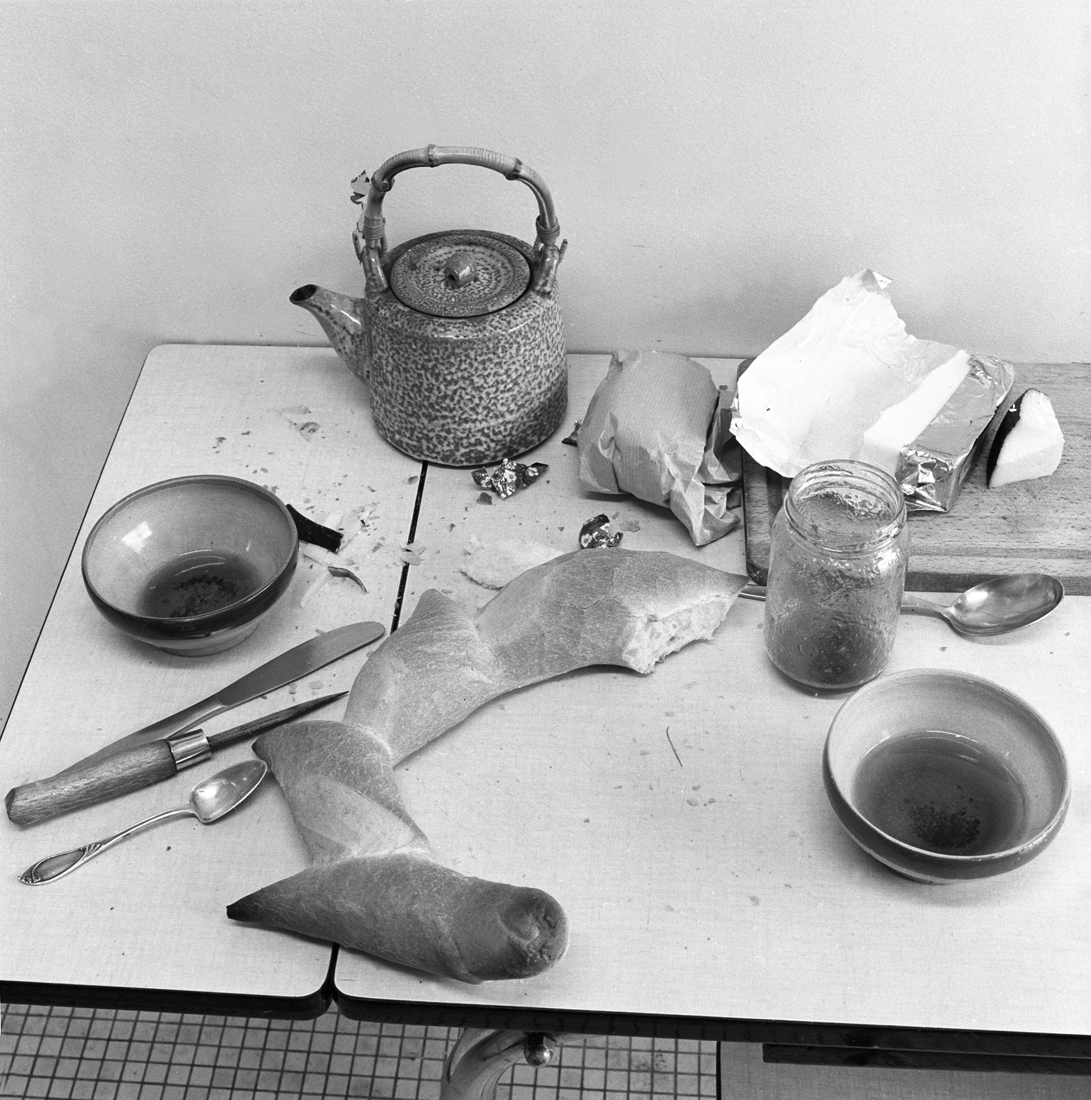
1980, Paysages domestiques.
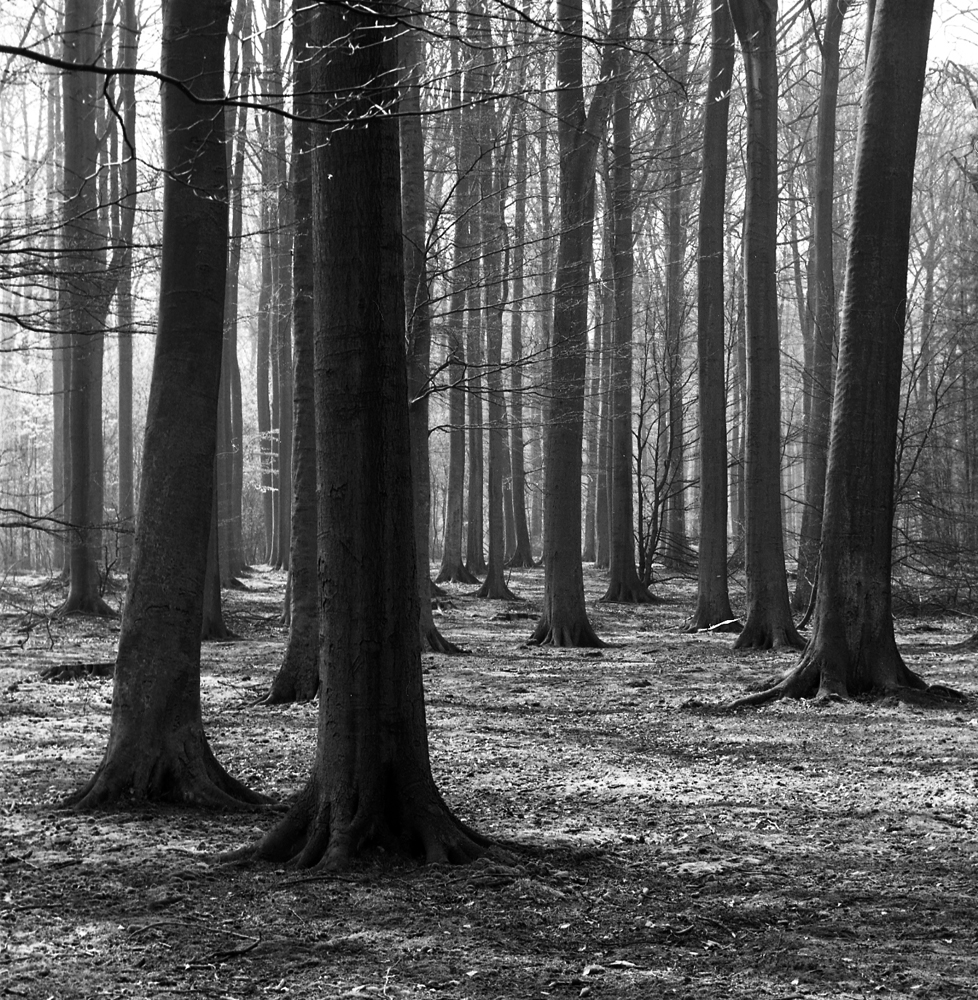
1982, Soignes.
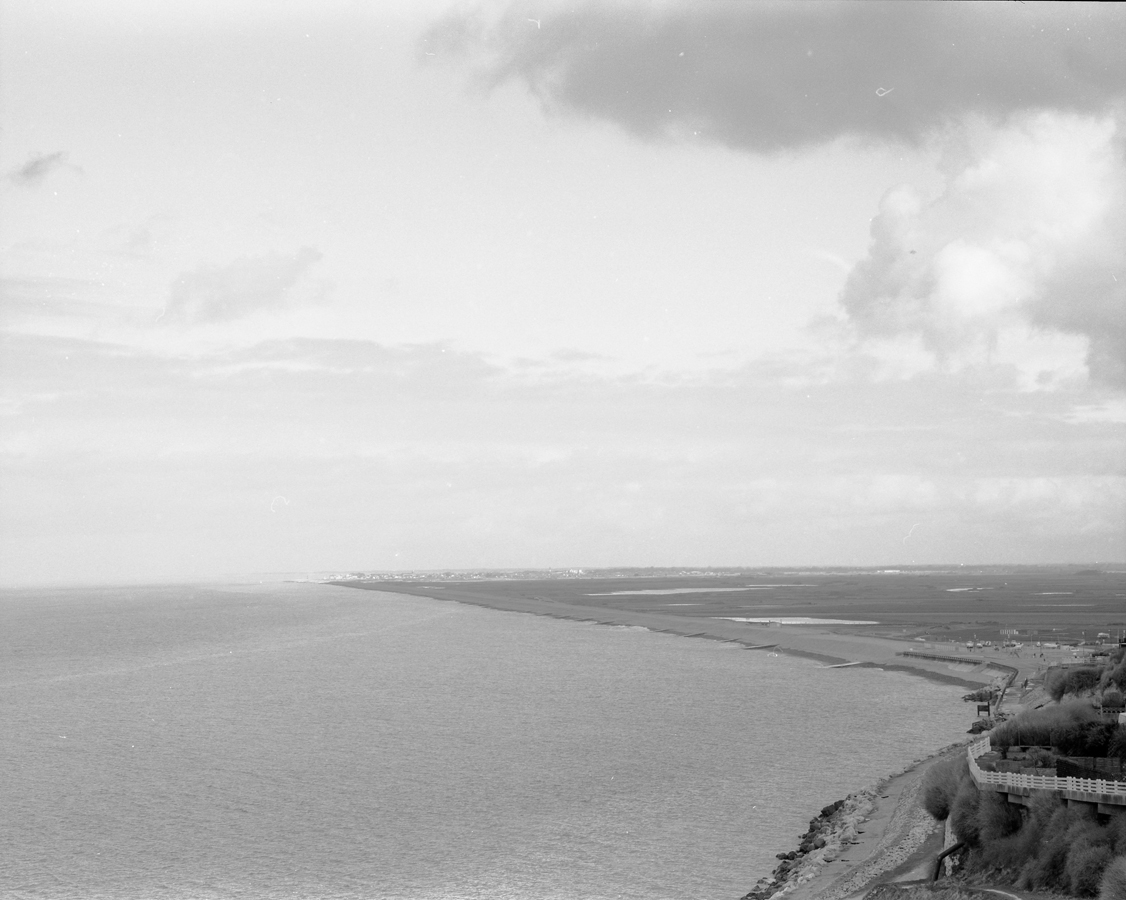
2013, Infini.
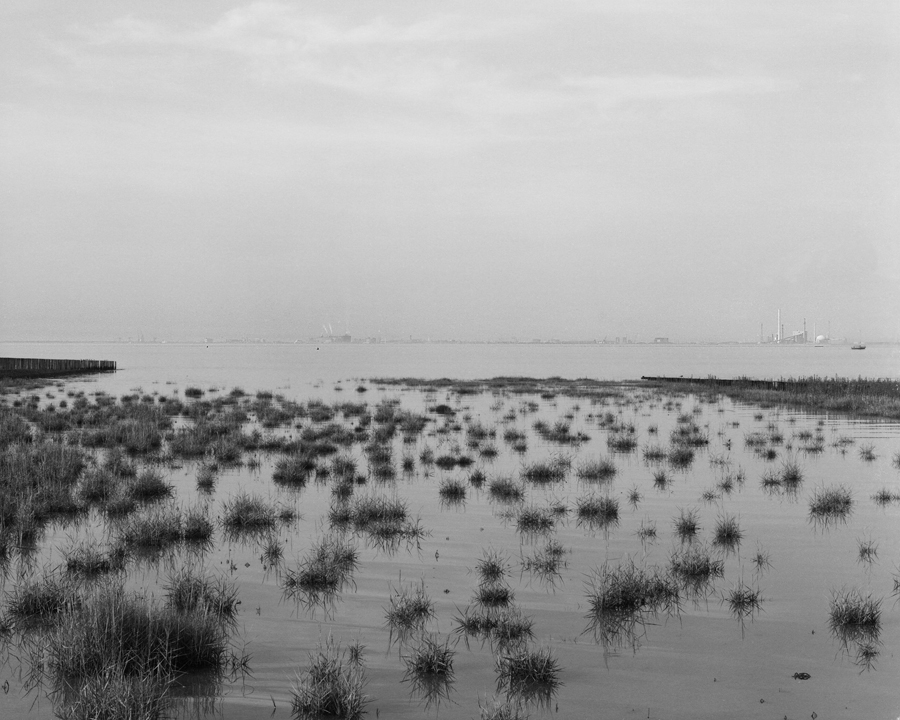
1988, Escaut Source Océan.
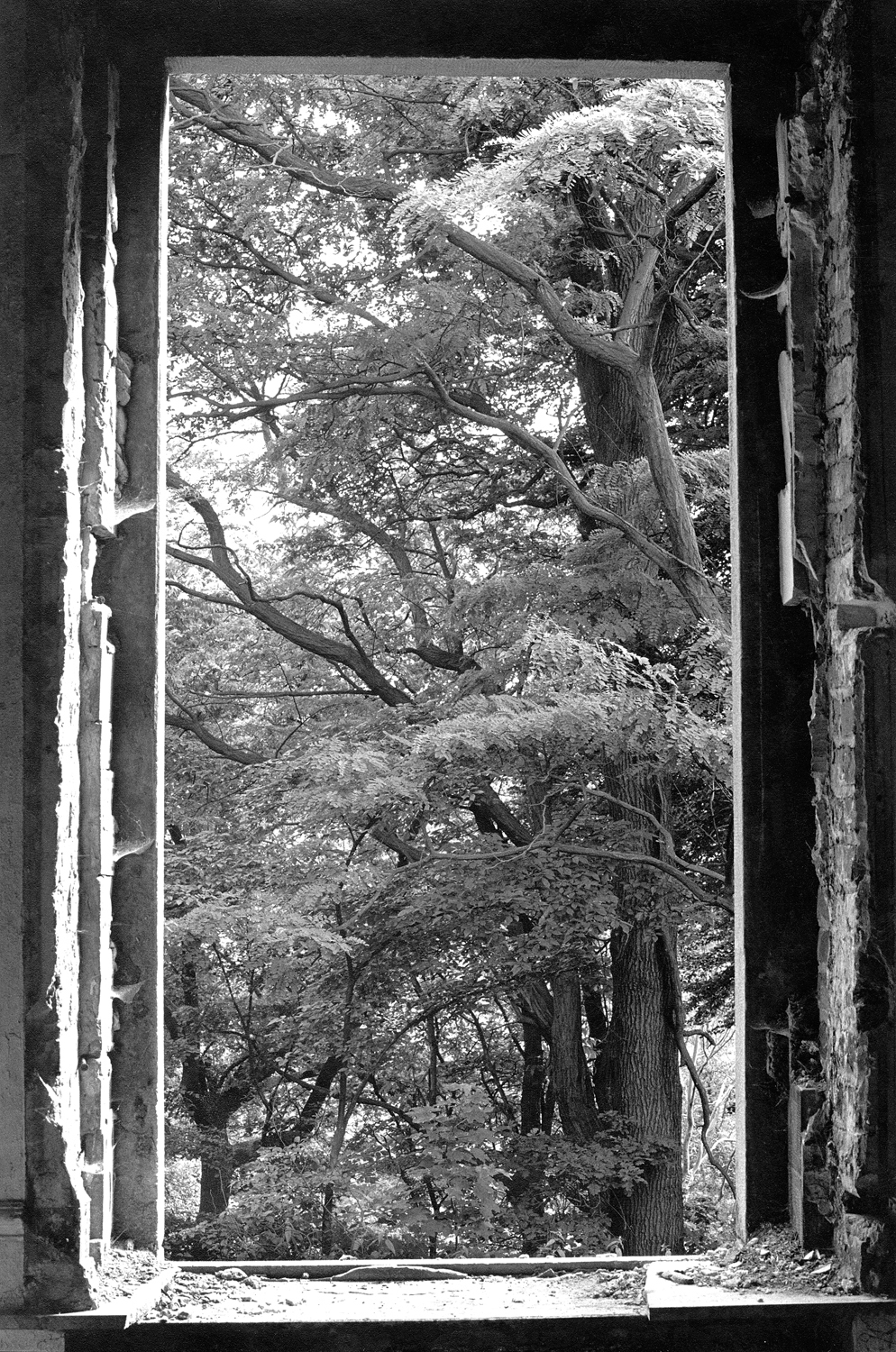
1980, Fenêtres Luxuriantes.
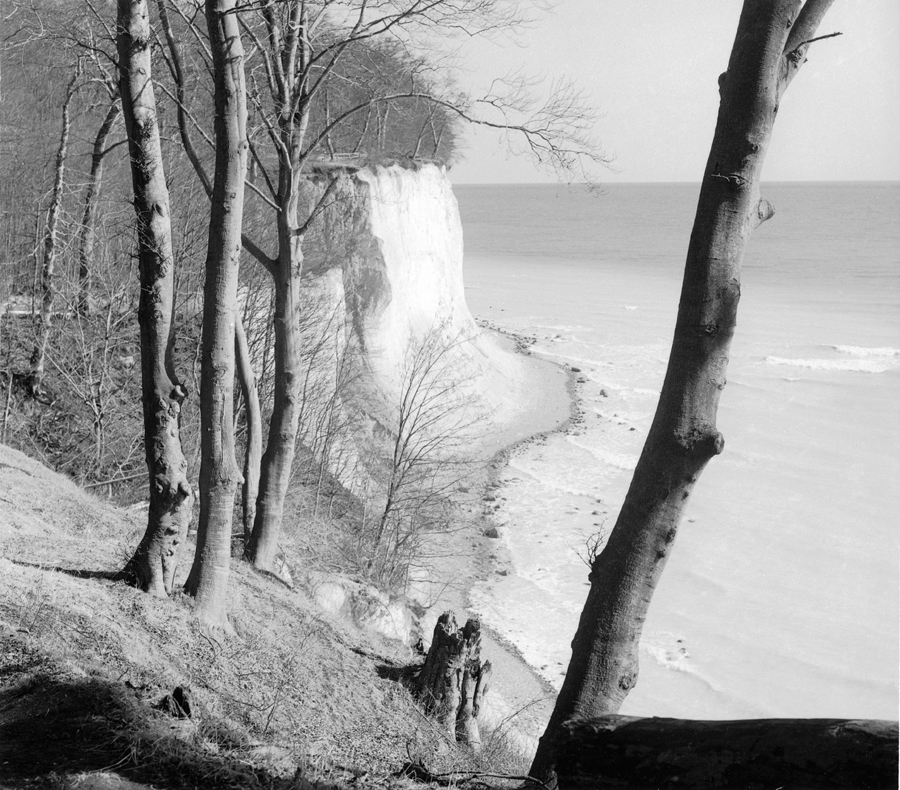
1998, Le Bord du Jour.
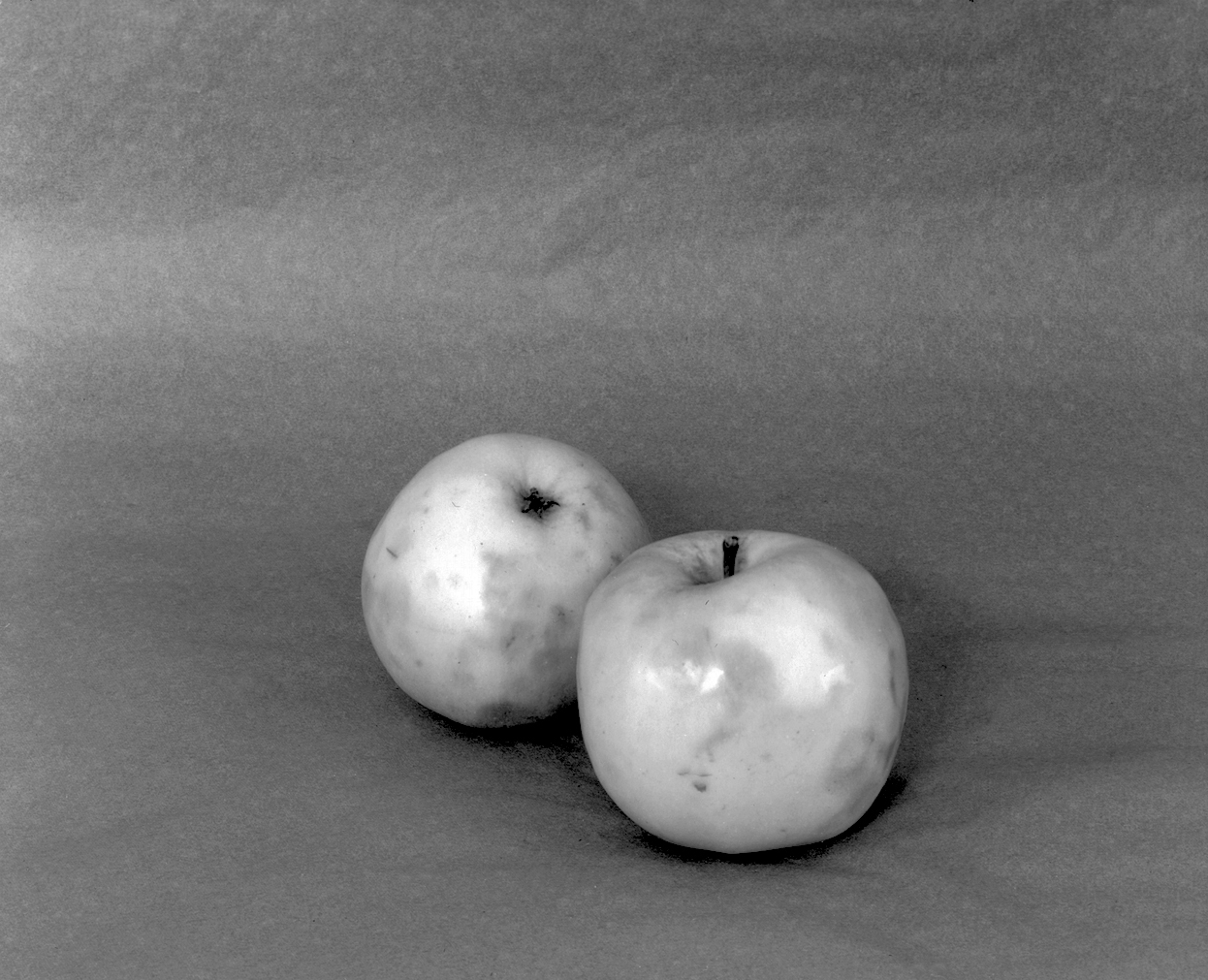
1982, Les Fruits du Jardin.

## Expositions et missions
Jacques Vilet a exposé à plusieurs reprises, .

### Principales expositions personnelles
Belgique et France :
- 2019 : Le Bord du Jour, Espace Contretype, Bruxelles
- 2019 : Lucarnes-Mosaïques, Maison CFC (ex-Quartiers Latins), Bruxelles, Belgique.
- 2017 : Tout est paysage, Galerie Albert Dumont, Bruxelles, Belgique
- 2015 : Archéologie Subjective, Espace Contretype, Bruxelles, Belgique.
- 2014 : Landscape II, Zeebrugge, galerie MGArt-  (en même temps que Bob Verschueren), Belgique.
- 2010 : Boîtes à couture, galerie Détour : Classements Cent Suites, Jambes, Belgique.
- 2006 : Fenêtres Luxuriantes, Centre Régional de la Photographie Nord Pas-de-Calais, Douchy-les-Mines, France.
- 2005 : Bocage, 2002-2004, La Médiathèque, Châteauroux, France.
- 2003 : L’Observatoire Photographique du paysage et Les jardins du garde-barrière, Maison Culturelle, Ath, Belgique.
- 2001 : paysages Domestiques, Galerie Guy Ledune, Bruxelles, Belgique.
- 1998 : Le Bord du Jour, Maison de la Culture, Namur, Belgique.
- 1994 : Rétrospective , Musée Nicéphore Niepce, Chalon-sur-Saône, France.
- 1991 : Escaut Source Océan, Galerie Michèle Chomette, Paris, France.

### Commandes, Missions
- 2003-2004 : Le paysage de bocage en Boischaut-Sud, La Compagnie du Paysage, Indre, France [8].
- 1997-1999 : L'Observatoire Photographique du Paysage sur le Parc naturel régional de la Forêt d'Orient, Ministère de l'Environnement, France [9].
- 1994-1995 : Le Train et la Création, Peuple et Culture en Wallonie et à Bruxelles, Belgique [10].
- 1990-1991 : La Mission Photographique à Bruxelles, Contretype asbl, Bruxelles, Belgique [11]
- 1988-1991 : Mission Photographique Transmanche, Centre régional de la Photographie Nord Pas-de-Calais, Douchy-les-Mines, France [12].

## Collections
France : 
- Centre régional de la photographie Nord Pas-de-Calais, Douchy.
- Musée Nicéphore Niepce, Chalon-sur-Saône.
- Bibliothèque nationale, Paris.
- Maison européenne de la Photographie, Paris-Audiovisuel, Paris.
- Ministère de l'Environnement, Paris.
- Parc naturel régional de la Forêt d'Orient, (Aube).
- agnès b., Paris (collection privée).

Belgique :
- Groupe Lhoist, Limelette (collection privée).
- Musée de la Photographie, Charleroi.
- Banque nationale de Belgique, Bruxelles.
- Ministère de la Communauté Française, Bruxelles.
- Commune de Watermael-Boitsfort, Bruxelles.
- Provinciaal Museum voor Fotografie[13], Anvers.

Allemagne : 
- Folkwangmuseum, Essen.

## Distinctions
- 1980 : Prix National Photographie Ouverte, organisé par le Musée de la photographie à Charleroi, Belgique [1].
- 1980 : Prix des Arts, Woluwe-Saint-Pierre, Belgique [1].
- 2007 : Jacques Vilet devient membre de l'Académie royale de Belgique  (classe des arts)[14].

## Monographies
- 2019 : Jacques Vilet et texte de Jean-Marc Bodson, Le bord du jour, Éditions ARP 2 (ISBN 978-2-930115-57-3).
- 2014 : Jacques Vilet et texte de Michèle Vilet, Un lent départ, Les déjeuners sur l'herbe (ISBN 978-2-930433-67-7).
- 2012 : Jacques Vilet et Serge Meurant, poète, L'orient des chemins, Esperluette (ISBN 9782359840254)
- 2004 : Bocage, coll. « La Compagnie du Paysage, cahier 2 » (ISBN 2-9522445-0-2)
- 2002 : Yvonne Resseler, Conversation avec… Jacques Vilet", Editions Tandem, coll. « Conversation avec » (ISBN 2-87349-060-8, OCLC 901059850).
- 2001 : Jacques Vilet, Forêt d'Orient, Observatoire Photographique du Paysage, Éditions ARP 2 (ISBN 2-930115-08-4).
- 2001 : Excursions Photographiques" dans le Parc naturel régional de la Forêt d'Orient, Arp Edition, (trois livrets vendu localement).
- 1991 : Jacques Vilet, Escaut Source Océan- Mission Photographique Transmanche, Cahier 8, CRP/La Différence (ISBN 2-904538-24-0).

### Livre collectif
- 1991 : (en + fr + nl) Jacques Vilet, Gilbert Fastenaekens, Christian Meynen, Daniel Desmedt et Marc Deneyer, 04°50°. La Mission photographique à Bruxelles, co-édition Contretype (ISBN 2-8731-7089-1).

### Conférences  - Réflexions sur la photographie
- 2019 : Jacques Vilet, le photographe, compositeur ou interprète ?, Banque nationale de Belgique [15].
- 2014 : Jacques Vilet, Organiser le désordre sans le trahir, LOCI-UCL, Louvain [16]
- 2013 : Jacques Vilet, Les couleurs du gris - Académie royale de Belgique [17].
- 2012 : Jacques Vilet, Talbot, Atget et maintenant - Académie royale de Belgique [18].
- 2010 : Jacques Vilet, le photographe, compositeur ou interprète ?, Académie royale de Belgique [19].

### Autres livres, catalogues ou périodiques
- 2008 : Kim Leroy, Jacques Vilet, un art modeste : catalogue de l'exposition à La Vénerie, Boitsfort, &-20
- 2005 : Emmanuel d'Autreppe, « Les jardins suspendus de Jacques Vilet », L'art même, no 26,‎ 2055, p. 38[20].
- 2000 : Thierry de Duve (photogr. une photo : "deux poires"), Voici, Cent Ans d'Art Contemporain, Ludion (ISBN 978-9055443673), p. 86.
- 1995 : Gérard Mans (dir.), Train et création, Peuple et culture en Wallonie et à Bruxelles, « L’autre voie », p. 18.
- 1993 : Georges Vercheval et Catherine Mayeur, Pour une Histoire de la Photographie en Belgique, Musée de la Photographie à Charleroi (ASIN B00K7B3SJ2), p. 132-133.
- 1986 : Jean-Claude Lemagny, « Les fenêtres », Les Cahiers de la photographie, no 19,‎ 1986, p. 37.
- 1986 : Jean-Claude Lemagny, « Enrichissement de la bibliothèque nationale, Paris », Photographies, no 6,‎ 1986, p. 87.